# Hășmaș
Hășmaș is een Roemeense gemeente in het district Arad.
Hășmaș telt 1382 inwoners.